# АМСГ
Авиационная метеорологическая станция гражданская (АМСГ) — специализированное учреждение (аэродромный метеорологический орган), осуществляющее метеорологическое обеспечение гражданской авиации. АМСГ имеются в большинстве аэропортов России и стран СНГ (кроме части небольших аэропортов местных воздушных линий).
В России большая часть АМСГ находится в ведении ФГБУ «Авиаметтелеком Росгидромета» (бывшее АНО «Метеоагентство Росгидромета»), некоторые — в ведении территориальных управлений (УГМС) Росгидромета.
В нескольких аэропортах РФ АМСГ входят в состав авиапредприятий (Остафьево, Казань, Нижневартовск, Валек, Минеральные Воды, Владикавказ, Грозный).

## Функции
Основные функции АМСГ:
- наблюдения за метеорологическими условиями на аэродроме;
- разработка и выпуск прогнозов погоды и предупреждений по аэродрому, маршрутам и районам полетов;
- проведение консультаций и предоставление полетной документации экипажам воздушных судов и другим авиационным потребителям, связанным с производством полётов;
- обмен метеорологической информацией с другими метеорологическими органами;
- обучение и инструктаж авиационного персонала, привлеченного к производству метеорологических наблюдений на вертолётных площадках;
- осуществление технического обслуживания метеорологических приборов на аэродроме, организация их ремонта и монтажа;
- контроль работы по передаче метеорологической информации;
- изучение климатических условий обслуживаемого района полётов, составление климатических описаний и разделов «Метеорологическое обеспечение» для инструкции по производству полетов на аэродроме.

## Классификация
Существуют АМСГ четырёх разрядов:
- Первый — при круглосуточной работе аэродрома, в международных аэропортах; численность штата около 20 человек (из них 1 начальник, 8 синоптиков, 8 техников-метеорологов (метеонаблюдателей), 2 инженера по эксплуатации гидрометеорологических приборов, оборудования и систем).
- Второй — при круглосуточной работе аэродрома, во внутрироссийских аэропортах; численность штата около 14 человек (из них 1 начальник, 5 синоптиков и 5 техников-метеорологов, 1 инженер по эксплуатации гидрометеорологических приборов, оборудования и систем).
- Третий — при некруглосуточной работе аэродрома (по регламенту); численность штата около 9 человек (из них 1 начальник, 3 синоптика и 4 техника-метеоролога, 1 инженер по эксплуатации гидрометеорологических приборов, оборудования и систем).
- Четвёртый — АМСГ без синоптической группы (получает прогнозы погоды от другой АМСГ); численность штата 5 человек (из них 1 начальник и 4 техника-метеоролога).

Более крупные, чем АМСГ 1 разряда, учреждения по метеорологическому обеспечению авиации носят название Авиационный метеорологический центр (АМЦ). Они находятся в важнейших аэропортах (Домодедово, Шереметьево, Пулково, Самара, Екатеринбург и т. д.). Кроме того, имеются зональные авиаметцентры (ЗАМЦ) в Новосибирске и Хабаровске, а также главный авиаметцентр (ГАМЦ) во Внуково.

## Альтернативные источники метеоинформации
Большинство авиакомпаний РФ получают услуги по метеорологическому обеспечению полётов от сети АМСГ Росгидромета. Однако с 2007 года авиакомпания «КД авиа» впервые в России приступила к самостоятельному метеорологическому обеспечению собственных рейсов, для чего получена лицензия Росгидромета на такого рода деятельность. А с 2013 года такую же практику осуществляет авиакомпания «Россия». Работа выполняется полетными диспетчерами в рамках полетно-диспетчерского обслуживания и профессиональными синоптиками из специально созданного для этих целей подразделения компании. Работы в данном направлении (отказ от услуг Росгидромета и создание собственных метеослужб) ведут также некоторые другие авиакомпании («Полёт», «Уральские Авиалинии», «Волга-Днепр»). Решением Верховного Суда РФ от 09.02.2015 N АКПИ14-1451 эта практика признана неправомерной.

Метеослужбы авиакомпаний не могут являться альтернативой АМСГ, так как они выполняют лишь одну из функций АМСГ (проведение консультаций и предоставление полетной документации экипажам воздушных судов). Метеорологических наблюдений они не производят, разработку и выпуск прогнозов не осуществляют, а лишь используют информацию, созданную Росгидрометом и метеослужбами других государств.

## История
Создание сети АМСГ было начато в СССР в первой половине 1930-х годов. Первоначально аэродромные метеорологические органы носили название «Бюро оповещений» (БО), в 1938 году они были переименованы в АМСГ.